# Catedrala Nașterea Domnului din Suceava
Catedrala „Nașterea Domnului” din Suceava, cunoscută și sub denumirea Catedrala ortodoxă din Suceava este un lăcaș de cult ortodox construit în perioada 1991–2015 în municipiul Suceava. Edificiul religios este situat pe bulevardul George Enescu nr. 2A, în apropiere de intersecția acestuia cu strada Mărășești, în cartierul Mărășești–Zamca, și are hramurile Nașterea Domnului, sărbătorit la data de 25 decembrie, și Intrarea Maicii Domnului în Biserică, sărbătorit la 21 noiembrie.
Catedrala din Suceava reprezintă o construcție impunătoare, cu o înălțime de peste 80 de metri, fiind al treilea cel mai înalt edificiu religios din România, după Catedrala Mitropolitană din Timișoara (90 de metri) și Catedrala Mântuirii Neamului (130 de metri) din București.

## Așezare
Catedrala „Nașterea Domnului” este localizată în zona Mărășești–Zamca, în apropiere de rondul format de trei importante artere de circulație ale orașului: strada Mărășești, prin care se realizează accesul cu cartierele Areni (către sud) și Zamca (spre nord), bulevardul George Enescu, ce permite accesul către cartierul omonim, respectiv strada Mărăști, ce reprezintă legătura directă cu Centrul Sucevei. Perimetrul construcției este cuprins între strada Grigore Ureche la vest, bulevardul George Enescu la sud și strada Mărășești la est. Prin dimensiunile sale, edificiul reușește să domine peisajul zonei în care se află, deși în imediata vecinătate există mai multe blocuri-turn de locuințe. Deoarece este poziționată într-un loc cu altitudine ridicată, pe platoul dealului Zamca, catedrala reprezintă un reper al orașului, fiind vizibilă din toate cartierele acestuia, dar și din împrejurimile Sucevei.

## Istoric

### Construirea de biserici în Suceava după 1990
La momentul Revoluției din 1989 în municipiul Suceava existau 20 de edificii religioase: 15 lăcașuri de cult creștin-ortodoxe (între care patru înființate de comunitatea armenească), două biserici romano-catolice și una luterană și două sinagogi. Toate aceste edificii religioase au fost construite înainte de Al Doilea Război Mondial, 11 dintre ele (8 biserici și 3 mănăstiri) fiind monumente istorice ce datează din perioada medievală, iar celelalte 9 fiind ridicate în secolul al XIX-lea și în primele decenii ale secolului al XX-lea. După ce în perioada regimului comunist pe teritoriul orașului nu a fost construit nici un lăcaș de cult, începând cu anul 1990 au apărut biserici noi pentru a deservi populația locală, ce a crescut de peste zeci ori în intervalul de timp scurs de la sfârșitul celui de Al Doilea Război Mondial. Astfel, după 25 de ani de la Revoluție, numărul lăcașurilor de cult din Suceava a crescut la peste 60, între care aproape 50 de biserici ortodoxe.

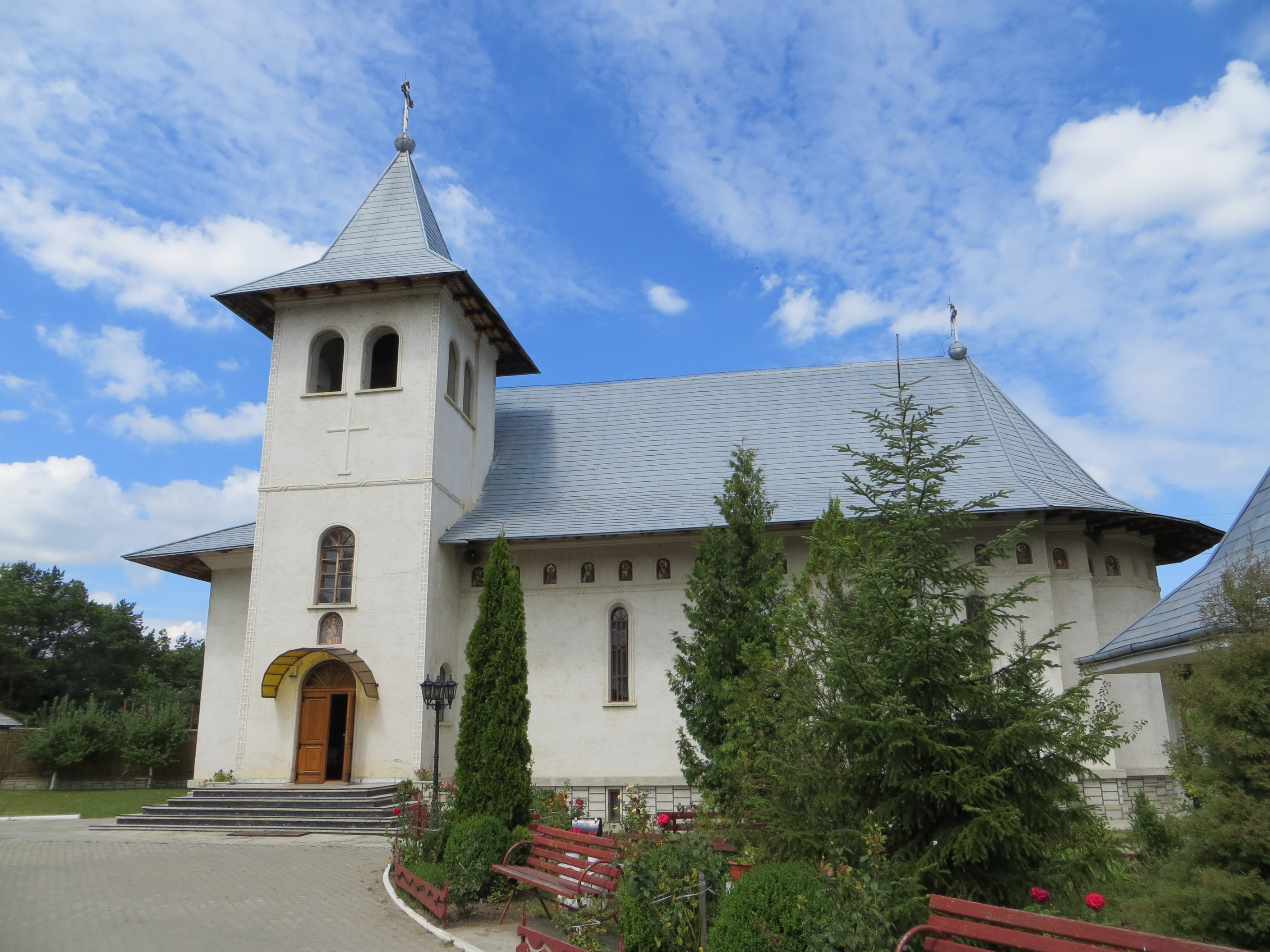
Biserica „Sf. Vineri” (1991–2001)

În cartierul Obcini au fost construite Biserica „Sfântul Mina” (1998–1999), Biserica „Sfânta Cruce–Obcini” (1995–2011) și Biserica „Cuvioasa Parascheva–Obcini” (2001–2005), toate trei în zona de blocuri, cărora li se adaugă alte trei edificii ortodoxe situate în vecinătatea cartierului: Biserica „Buna Vestire” (ridicată în 2003 la șoseaua ce face legătura cu satul Șcheia), Biserica „Sfinții Apostoli Petru și Pavel” (ridicată între 2004–2013 în partea nouă a satului Sfântu Ilie), respectiv Biserica „Sfântul Gheorghe” (pe strada Traian Țăranu, în zona de case de la ieșirea din oraș către Fălticeni). Alte două lăcașuri de cult ortodoxe au fost ridicate în incinta Spitalului Clinic Județean de Urgență „Sfântul Ioan cel Nou”: Biserica „Sfânta Cruce–Spital” (1993–2009) în curtea Spitalului Nou, respectiv Biserica „Sfântul Nicolae și Izvorul Tămăduirii” (2000–2007) în curtea Spitalului Vechi. Pentru locuitorii din cartierul George Enescu au fost construite bisericile: „Sfânta Vineri” (1991–2001), „Sfinții Trei Ierarhi” (2001–2007), „Sfântul Spiridon” (2005–2016), „Sfântul Ioan cel Nou de rit vechi” (în cimitirul cartierului) și „Sfântul Antonie cel Mare” (ridicată din lemn în anii 1995–1996, inițial ca paraclis universitar). În proximitatea patinoarului artificial din zona Areni funcționează două edificii ortodoxe: Biserica „Sfânta Treime–Oituz” (1998–2007) și Biserica „Sfântul Nicolae de rit vechi” (1991).

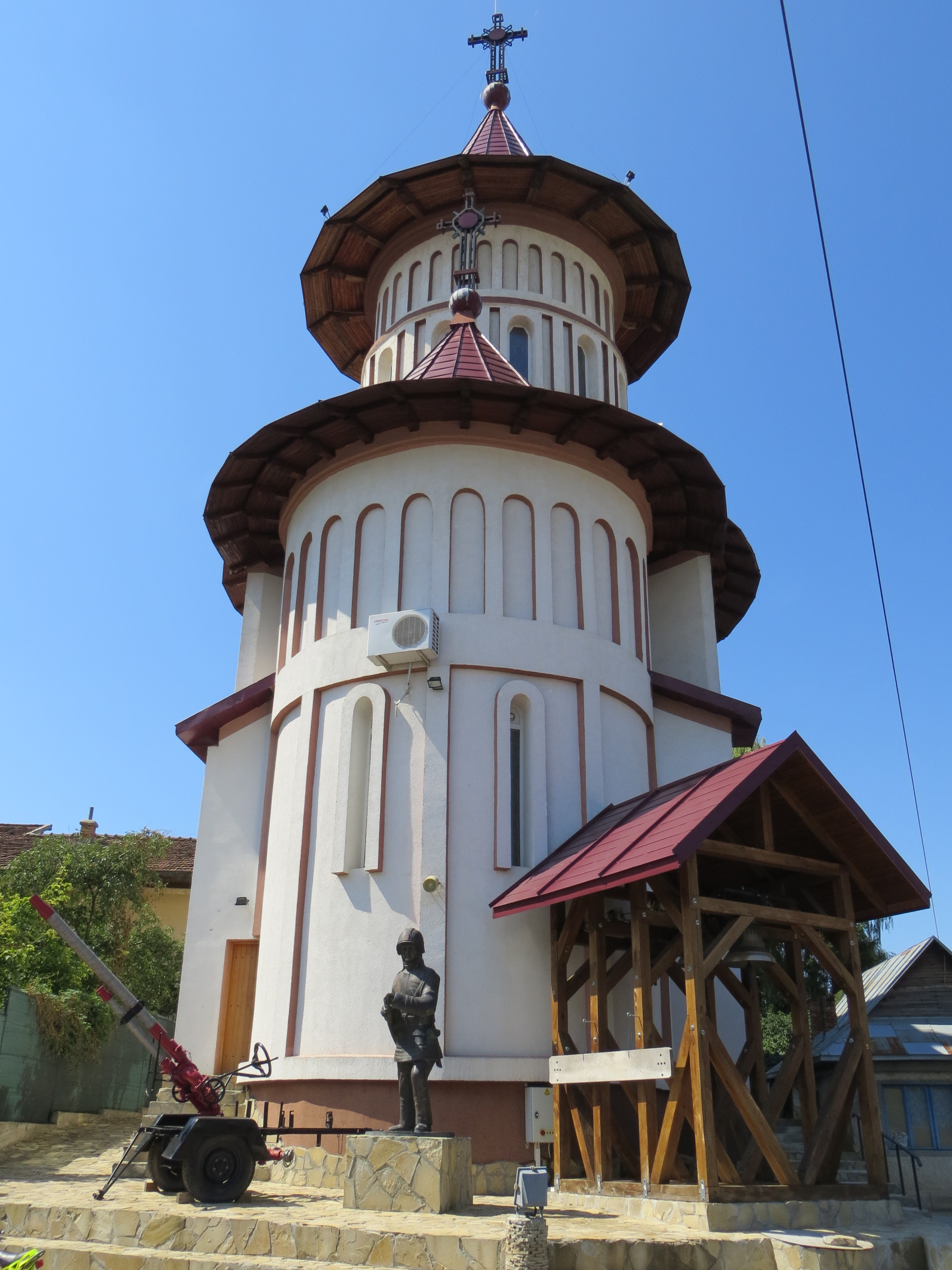
Biserica „Sf. Ierarh Iosif cel Nou de la Partoș” (2000–2010)

În Suceava există cea mai mare biserică militară din România, Biserica „Sfântul Ierarh Iosif cel Nou de la Partoș”. Aceasta a fost construită în perioada 2000–2010, fiind amplasată în Areni, vizavi de Inspectoratul pentru Situații de Urgență „Bucovina”. Între 1996–2004, în spatele Palatului de Justiție, pe locul unde la mijlocul secolului al XX-lea a funcționat închisoarea din Suceava, a fost înălțată Biserica „Nașterea Maicii Domnului”, numită și „In Memoriam”, deoarece este dedicată memoriei celor care s-au jertfit și au murit în temnițele regimului comunist. Pe dealul Tătărași, unde în ultimii ani s-a dezvoltat un cartier nou de case, a fost construită Biserica de lemn „Sfântul Pantelimon–Tătărași” (1999–2000). În imediata apropiere a complexului medieval fortificat al Mănăstirii Zamca din cartierul omonim au apărut Biserica „Sfinții Împărați Constantin și Elena” (1996–2011) și Biserica misionară ucraineană „Sfinții Apostoli Petru și Pavel de rit vechi” (2002).

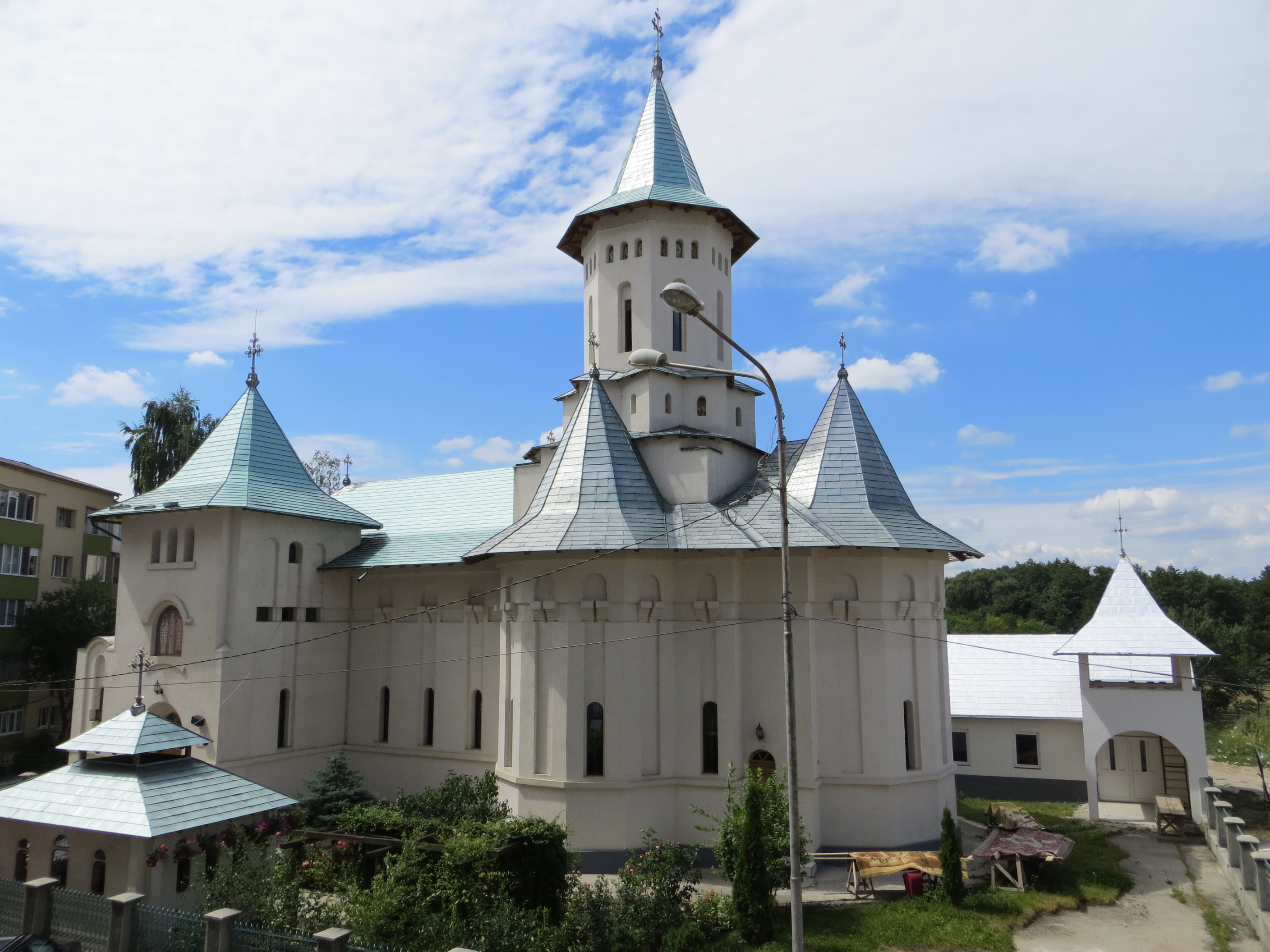
Biserica „Sf. Trei Ierarhi” (2001–2007)

În cadrul Muzeului Satului Bucovinean funcționează Biserica de lemn „Înălțarea Domnului–Vama”, monument istoric construit în anul 1783 în satul Vama din județul Suceava și strămutat în 2001 în incinta muzeului. Lângă Muzeul Satului Bucovinean se află Cimitirul Pacea, cel mai mare al orașului. În zona intrării în cimitir există impunătoarea Biserică „Sfântul Gheorghe–Pacea” (sfințită la 13 mai 2012), iar în partea nouă a cimitirului funcționează Biserica „Înălțarea Domnului–Pacea Nou” (zidită între 2009 și 2013) și Capela romano-catolică „Divina Îndurare” (ridicată în anii 2013–2014 și sfințită la 12 aprilie 2015).
Prima biserică apărută după 1990 în cartierul Burdujeni (cel mai populat cartier al Sucevei) este Biserica „Sfântul Andrei”. Aceasta a fost construită în perioada 1992–1997 pe Calea Burdujeni, în Cuza Vodă II, și în prezent reprezintă cel mai mare edificiu religios al cartierului. Ulterior au fost înălțate bisericile: „Sfântul Gheorghe–Burdujeni” (1996–2006, în zona gării, pe strada Jean Bart), „Acoperământul Maicii Domnului” (2001–2009, în Cuza Vodă I, pe strada Lt. Mircea Damaschin), „Izvorul Tămăduirii” (2002–2008, lângă fostul cinematograf, pe strada 22 Decembrie), „Sfântul Haralambie” (2003–2004, în curtea Spitalului de Psihiatrie, pe strada Ecaterina Teodoroiu), „Sfinții Împărați Constantin și Elena” (în Cuza Vodă II, pe strada Tineretului). La ieșirea din Burdujeni către orașul Salcea, în zona Laniște–Dealul Mănăstirii, există două biserici vecine amplasate la drumul național DN29: „Sfântul Vasile cel Mare” (ridicată în perioda 2006–2010) și „Sfântul Ilie” (începută în 2007, lucrările fiind reluate în 2015). În extremitatea nordică a cartierului Burdujeni-Sat, lângă pădurea Adâncata a fost construită între 2006–2014 Biserica „Binecredinciosul Voievod Ștefan cel Mare și Sfânt”. Ea se află pe strada Făgetului din zona Gropi și reprezintă o replică la Biserica Coconilor (monument istoric ce datează din 1643).
În afară de bisericile ortodoxe, după 1990 în Suceava au mai apărut circa 15 lăcașuri dedicate credincioșilor de confesiuni neoprotestante (penticostali, adventiști, baptiști, creștini după Evanghelie, nouapostolici, martorii lui Iehova).

### Construirea catedralei
Dintre toate bisericile ridicate după Revoluție în Suceava, cea mai importantă ca durată, costuri și dimensiuni ale construcției este Catedrala „Nașterea Domnului”. În anul 1990 se constituie „Societatea credincioșilor ortodocși din Bucovina”, având ca fondatori câteva personalități din acea perioadă precum Filaret Pîrîu, Taraș Seghedin, Traian Pop sau preotul George Mihoc. Aceștia reuseșc să obțină de la autoritățile locale ale orașului un teren cu suprafața de 9.000 de metri pătrați, în spațiul încă neocupat de clădiri din apropierea intersecției Mărășești. Ulterior, suprafața destinată construcției catedralei este redusă la 6.000 de metri pătrați, ca urmare a retrocedărilor către alți proprietari în baza legilor fondului funciar. Lucrările de construcție încep în anul 1991, fiind realizate fundațiile edificiului pe baza proiectului arhitectului Constantin Gorcea. Din cauza fondurilor reduse, ce puteau fi obținute doar din surse private prin intermediul societății creștin-ortodoxe înființate în 1990, continuarea lucrărilor s-a desfășurat anevoios. În 1998 parohia este preluată de preotul Petru Argatu. În acel moment, construcția încă nu era vizibilă, fiind la cota radierului de minus patru metri. Până în anul 2001 s-a realizat subsolul, s-a turnat placa de la cota zero, apoi hidroizolația în trei straturi, s-a executat umplutura cu pământ.
Începând cu anul 2004, odată cu preluarea funcției de primar al Sucevei de către Ion Lungu, ritmul lucrărilor la catedrală crește vizibil. Proiectul inițial al lui Constantin Gorcea este modificat de către arhitectul Doru Ghiocel Olaș, cel care a refăcut planșele și schițele pentru noul edificiu. Între 25 iunie 2009 și 4 octombrie 2012 are loc montarea în mai multe etape a celor șapte cruci din inox aurit. Fondurile nu mai vin doar din surse private, ci și de la Primăria și Consiliul Local Suceava. Până în 2015, când catedrala este deschisă enoriașilor, autoritățile locale au contribuit cu suma de 1,8 milioane de euro.

### Sfințirea și deschiderea catedralei
La data de 4 octombrie 2015, la aproape un sfert de secol de la punerea primei pietre de temelie, are loc prima sfințire a noului lăcaș de cult. Slujba de sfințire, la care sunt prezente aproximativ 10.000 de persoane, este oficiată de 60 de preoți și diaconi, în frunte cu ÎPS Teofan Savu (Mitropolitul Moldovei și Bucovinei), ÎPS Teodosie Petrescu (Arhiepiscopul Tomisului), ÎPS Pimen Zainea (Arhiepiscopul Sucevei și Rădăuților) și Preasfințitul Visarion (Episcopul de Tulcea). De asemenea, participă oficialități locale precum primarul Sucevei Ion Lungu, președintele Consiliului Județean Suceava Cătălin Nechifor, prefectul județului Suceava Constantin Harasim, parlamentarii suceveni Gheorghe Flutur, Ioan Balan, Steliana Miron, Alexandru Băișanu și Ovidiu Donțu. Cu acest prilej, preotul paroh Petru Argatu declara: „Doar ca să ne dăm seama, e bine să aflăm că au fost ani de-a rândul când s-au pus în lucru peste 150 de tone oțel-beton, între 500–700 metri cubi beton, peste 100 metri cubi cherestea, peste 2 tone cuie și sârmă de legat, dar au fost și ani când s-au depășit aceste cantități.”
Odată cu prima sfințire, catedrala din Suceava, care are două hramuri: Nașterea Domnului și Intrarea Maicii Domnului în Biserică, devine cel mai mare edificiu religios funcțional din România (până la finalizarea lucrărilor la Catedrala Mântuirii Neamului), aici putând să aibă loc slujbe bisericești. Petru Argatu: „Sfințirea de duminică este făcută pentru a se putea sluji înăuntru iar lumea să se bucure de acest lucru. Fiindcă dacă am aștepta să terminăm toate lucrările, ar trebui să mai stăm o perioadă bună de ani. Pentru că este de făcut pictura interioară, care nu se poate face într-un an sau doi fiindcă este o suprafață foarte mare: 15.000 de metri pătrați și dacă socotim, cum am mai făcut-o odată, să realizăm câte 1.000 de metri pătrați de pictură pe an, ne-ar trebui 15 ani. Mai trebuie realizat iconostasul. Cel pe care îl avem acum este unul provizoriu. Soclul bisericii trebuie făcut roată împrejur. Dar și de amenajarea exterioară, care în gândirea domnului arhitect proiectant, biserica ar urma să stea pe un platou cu verdeață, iar mai jos spațiu pentru parcare.”
Deși în prezent funcționează ca parohie în cadrul Protopopiatului Suceava II, Catedrala „Nașterea Domnului” a fost ridicată cu scopul de a îndeplini rolul de reședință arhiepiscopală a Arhiepiscopiei Sucevei și Rădăuților, preluând astfel rolul avut începând cu anul 1991 de Biserica „Sfântul Gheorghe” din cadrul Mănăstirii Sfântul Ioan cel Nou, ctitorie voievodală a lui Bogdan al III-lea cel Orb și monument UNESCO ce datează din anii 1514–1522.

## Descriere și arhitectură
Edificiul este construit din cărămidă în stil neobizantin cu elemente de arhitectură bisericească moldovenească. Biserica are plan triconc (formă de cruce), cu două abside laterale de formă semicirculară și cu absida altarului, de asemenea semicirculară, decroșată față de restul corpului construcției. Fiecare absidă are câte patru ferestre dispuse vertical. Dimensiunile construcției sunt impunătoare: aproximativ 70 de metri lungime, 20 de metri lățime și 80 de metri înălțime. Construcția are trei turle de formă octogonală, în vârful fiecăreia dintre ele existând câte o cruce masivă din inox aurit, de dimensiuni cuprinse între 4 și 6 metri. Cele trei turle au fiecare câte opt ferestre verticale, orientate către cele patru puncte cardinale și către cele patru intercardinale. Turla principală, dispusă deasupra naosului și având montată o cruce de 6 metri, are înălțimea de 82 de metri, plasând Catedrala Arhiepiscopală din Suceava în primele zele cele mai înalte lăcașuri ortodoxe din lume și pe locul al treilea între cele mai înalte catedrale ortodoxe românești, după Catedrala Mântuirii Neamului (127,5 metri) și Catedrala Mitropolitană din Timișoara (90,5 metri). Celelalte două turle octogonale se ridică deasupra pronaosului, în partea vestică a acestuia, fiind dispuse simetric față de linia mediană a coamei acoperișului, unde, în extremitatea de vest, în dreptul pridvorului închis, este montată încă o cruce masivă. Absida altarului se termină în partea superioară cu o turlă de dimensiuni mai reduse, și aceasta având montată o cruce similară.
În interior edificiul este prevăzut cu două niveluri: partea de demisol, ce este destinată exclusiv activităților culturale și filantropice, și care va include un muzeu, o bibliotecă, o sală de lectură și de conferințe și o cantină de ajutor social; respectiv partea superioară, ce constituie spațiul liturgic sau eclezial. Acesta este împărțit în patru încăperi: pridvor, pronaos, naos și altar. Lăcașul nu este pictat pe interior, suprafața destinată picturii interioare fiind de 15.000 de metri pătrați.
Intrarea principală în catedrală este situată pe latura de vest a sa, la strada Grigore Ureche, accesul realizându-se prin intermediul unui pridvor deschis ce reprezintă o prelungire a pietonalului străzii în interiorul spațiului eclezial. Pridvorul deschis este mărginit pe cele două laterale de câte un pangar de înălțime redusă și cu un acoperiș boltit în vârful căruia este montată o cruce. Pridvorul închis, aflat în continuarea celui deschis, are o formă dreptunghiulară, fiind dispus pe lățimea edificiului. În pereții de nord și de sud ai pridvorului închis se află alte două intrări în spațiul eclezial, deasupra cărora există câte un grup de ferestre. Pronaosul este înălțat, fiind prevăzut cu balcoane laterale. Este de formă dreptunghiulară, fiind dispus pe lungimea edificiului, și are în pereții laterali câte patru ferestre verticale. Înălțarea pronaosului ține de necesitatea adăpostirii mulțimii, în cazul catedralelor și bisericilor de oraș. Pronaosul formează corp comun cu naosul ce are o formă pătrată, deasupra sa înălțându-se turla Pantocratorului.
Conform arhitectului Doru Ghiocel Olaș, catedrala din Suceava are câteva elemente arhitectonice ce o diferențiază de alte edificii ortodoxe: „Este vorba de structura bolților moldovenești dublu retrase, structură reprezentată atât interior cât și exterior, de parcursul interior ascendent prin bolți și arce până la turla Pantocratorului și de structura din bolți cu opt arce, care creează o dantelărie interioară a spațiului. Succesiunea de bolți și arce centrale, bordate cu cele două balcoane laterale care prelungesc spațiul pronaosului pe înălțime, precum și proporția spațiului dintre înălțimea turlei Pantocrator și lungimea orizontală a pronaosului și naosului se înscriu în Secțiunea de Aur, degajând starea de grație a comunicării cu Dumnezeu.”
Planul arhitectului Olaș, cel care a proiectat încă nouă lăcașuri de cult ortodox în municipiul Suceava, propune circumscrierea catedralei într-un ansamblu care să pună în valoare edificiul și care să exploateze estetic și utilitar perimetrul din jurul acesteia. Astfel, pentru viitor există în plan amenajarea unor spații și edificii sociale în zona catedralei, ce vor include cabinete medicale pentru bătrâni și nevoiași, spații de cazare, o grădiniță de copii și o școală.
În imediata vecinătate, situată la bulevardul George Enescu, există o capelă ridicată din cărămidă între 1990–1991 și sfințită în 1991, ce funcționează ca paraclis. Aici au avut loc slujbele parohiei pe durata celor aproape 25 de ani, perioadă în care catedrala a fost în șantier.

## Legături externe
- Biserici.org - Catedrala Arhiepiscopală Suceava
- Protopopiatul Suceava II - Parohia Nașterea Domnului Suceava (Catedrala) Arhivat în 12 martie 2017, la Wayback Machine.
- „Construcția Catedralei din Suceava, o istorie de un sfert de secol” (Neculai Roșca, Obiectiv de Suceava, 2 octombrie 2015)

Imagini
- „Mii de credincioși au participat la slujba de sfințire a Catedralei Nașterea Domnului din Suceava” (Suceava News, 4 octombrie 2015)

Video
- „Cea mai mare catedrală ortodoxă din România a fost sfințită azi, la Suceava” (Antena 1, 4 octombrie 2015)
- „Sfințirea Catedralei Nașterea Domnului din Suceava” (Trinitas TV, 4 octombrie 2015)
- „Mii de credincioși, la sfințirea Catedralei Nașterea Domnului” (Bucovina TV, 5 octombrie 2015)
- „S-a sfințit Catedrala Nașterea Domnului” (TV Plus Suceava, 6 octombrie 2015)
- „Catedrala Nașterea Domnului din Suceava (filmare aeriană)” (Suceava News, 4 octombrie 2015)

## Vezi și
- Lista catedralelor din România
- Mănăstirea Sfântul Ioan cel Nou din Suceava